# Atelopus eusebianus
Atelopus eusebianus is een kikker uit de familie padden (Bufonidae) en het geslacht klompvoetkikkers (Atelopus). De soort werd voor het eerst wetenschappelijk beschreven door Juan Arturo Rivero en Humberto Granados-Díaz in 1993. Omdat de soort pas sinds recentelijk is beschreven wordt de kikker in veel literatuur nog niet vermeld.
Atelopus eusebianus leeft in delen van Zuid-Amerika en komt endemisch voor in Colombia. De kikker is bekend van een hoogte van 2830 tot 3250 meter boven zeeniveau. De soort komt in een relatief klein gebied voor en is hierdoor kwetsbaar. Door de internationale natuurbeschermingsorganisatie IUCN wordt de soort beschouwd als 'kritiek'.
Atelopus eusebianus komt voor in bergbossen. Een zoektocht naar exemplaren van deze soort in 2004 leverde verschillende waarnemingen op.